# Otto Wichterle

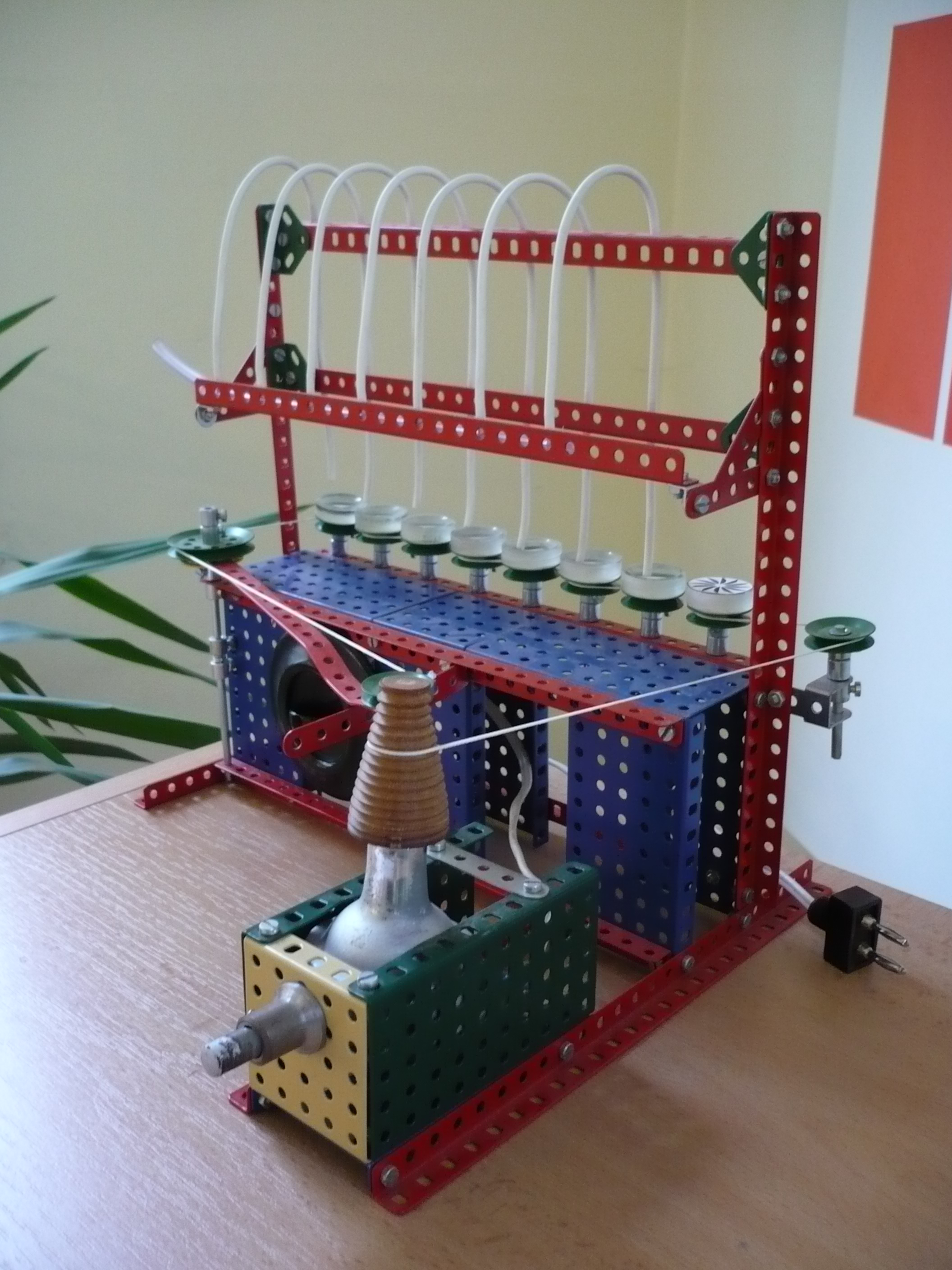
Merkur based apparatus for centrifugal casting of contact lenses

Otto Wichterle (Prostějov, Império Austro-Húngaro, atualmente República Tcheca, 27 de outubro de 1913 — 18 de agosto de 1998) foi um químico e inventor tcheco.
É conhecido como o inventor das modernas lentes de contato.

O asteróide 3899 Wichterle foi batizado em sua homenagem, em 1993.
Além disso, uma escola em Ostrava foi batizada com seu nome, em 1 de setembro de 2006.